# Saint-Hilaire-de-Beauvoir
Saint-Hilaire-de-Beauvoir (okzitanisch Sant Alari de Belvéser) ist eine französische Gemeinde mit 458 Einwohnern (Stand: 1. Januar 2022) im Département Hérault in der Region Okzitanien. Sie gehört zum Arrondissement Lodève und zum Kanton Saint-Gély-du-Fesc. Die Einwohner werden Saint-Hilairois genannt.

## Geographie
Saint-Hilaire-de-Beauvoir liegt etwa 19 Kilometer nordnordöstlich von Montpellier und 13 Kilometer nordwestlich von Lunel. Umgeben wird Saint-Hilaire-de-Beauvoir von den Nachbargemeinden Galargues im Norden, Saussines im Osten, Beaulieu im Südosten und Süden, Saint-Jean-de-Cornies im Südwesten und Westen, Montaud im Westen sowie Buzignargues im Nordwesten.

## Bevölkerungsentwicklung
| Jahr                       | 1962 | 1968 | 1975 | 1982 | 1990 | 1999 | 2010 | 2020 |
| Einwohner                  | 153  | 136  | 125  | 131  | 167  | 273  | 365  | 439  |
| Quellen: Cassini und INSEE |      |      |      |      |      |      |      |      |

## Sehenswürdigkeiten
- Kirche Saint-Hilaire aus dem 12. Jahrhundert

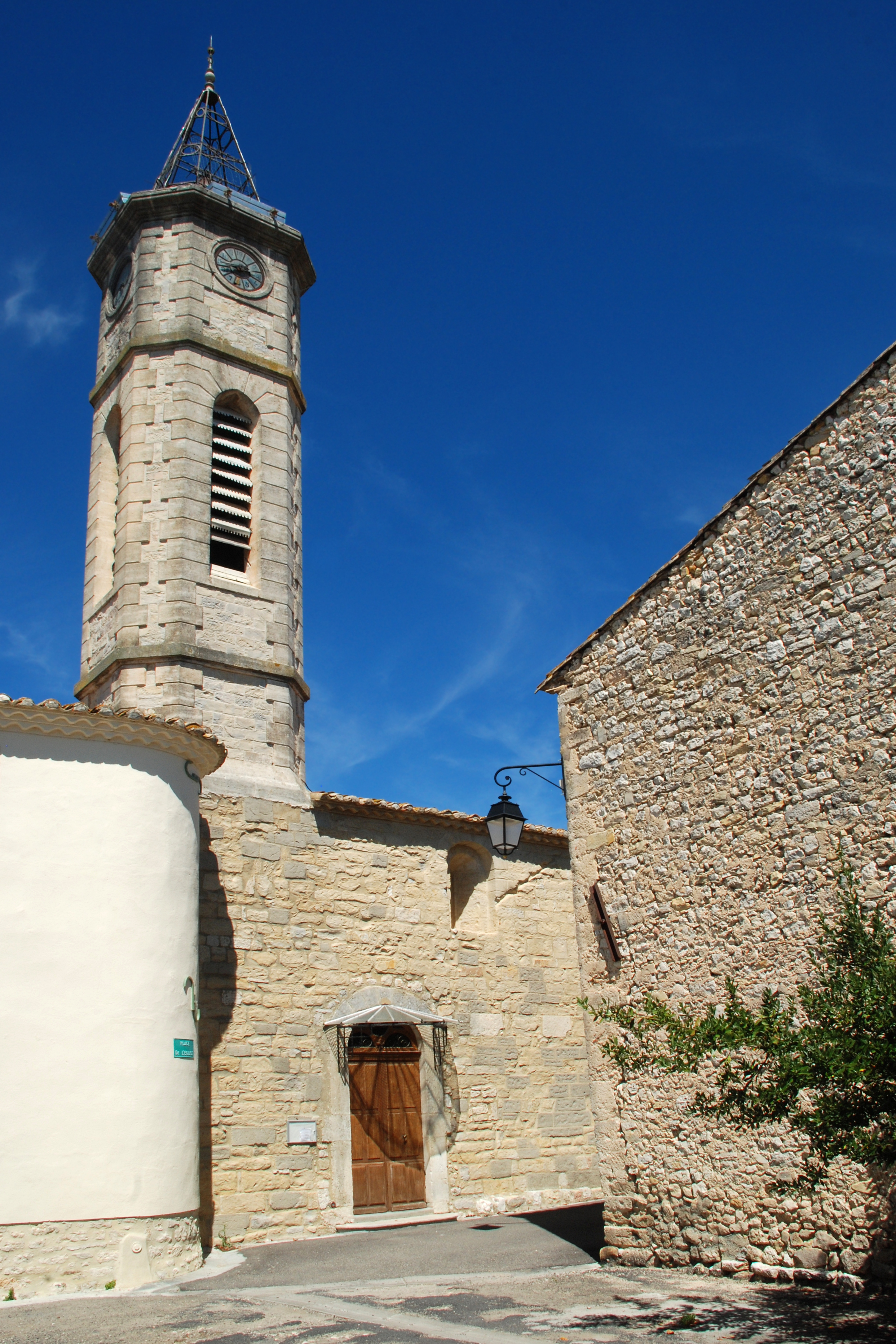
Kirche Saint-Hilaire
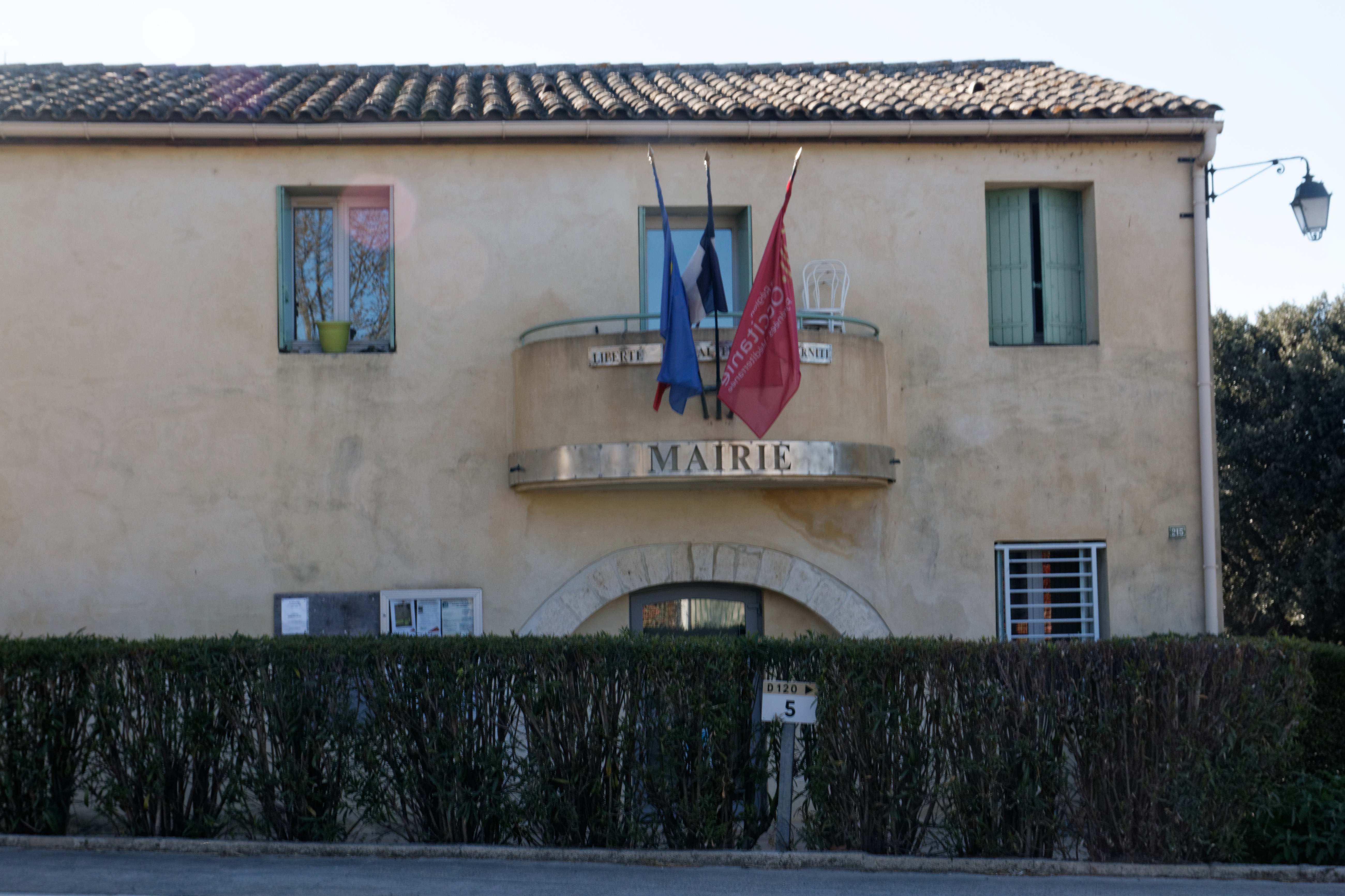
Mairie (Rathaus)
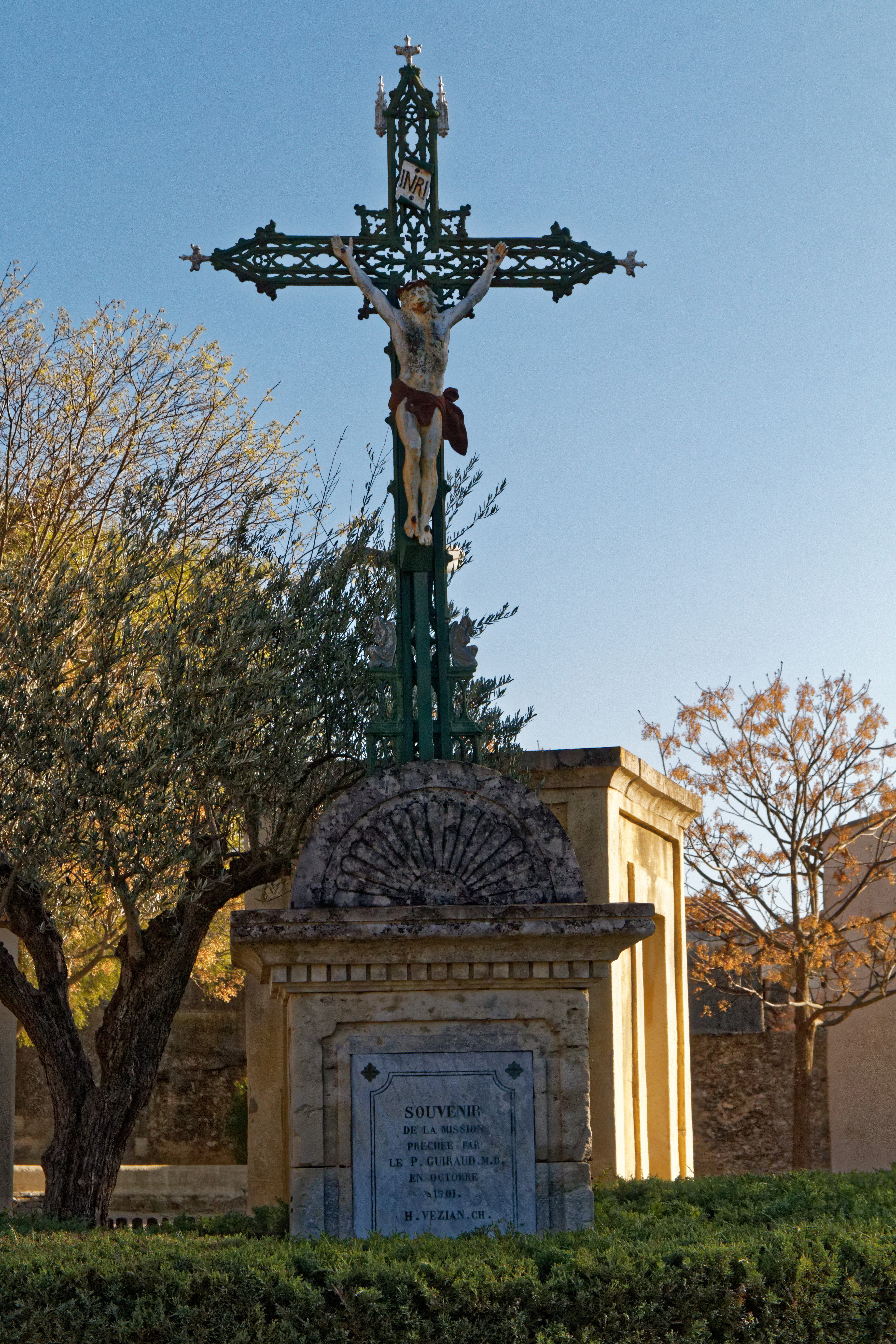
Missionskreuz